# Children’s Online Privacy Protection Act
Der Children’s Online Privacy Protection Act (COPPA, deutsch: „Gesetz zum Schutz der Privatsphäre von Kindern im Internet“) ist ein Gesetz, welches am 21. April 2000 in den USA als Federal Trade Commission (FTC) Children’s Online Privacy Protection Act (COPPA) in Kraft trat. Sein Gegenstand ist es, für die Betreiber von Websites Regeln zu schaffen, wie mit den persönlichen Daten von Kindern unter 13 Jahren umzugehen ist.
In Deutschland wird man vor allem mit dem COPPA konfrontiert, wenn man sich in einem auf amerikanischer Software basierenden Webforum registrieren möchte. Während der Registrierung muss die Frage beantwortet werden, ob man unter 13 Jahre alt ist. Antwortet man mit ja, verlangt die Forensoftware eine Einverständniserklärung der Eltern, um die Registrierung durchzuführen. Da die COPPA-Richtlinien in Deutschland jedoch nicht gelten, ist eine Registrierung auch ohne Einverständniserklärung zulässig.